# Comuna Rădești, Galați
Rădești este o comună în județul Galați, Moldova, România, formată din satele Cruceanu și Rădești (reședința).
Conform tradiției istorice cel care a întemeiat această localitate a fost Radu Lozescu, un căpitan de-al lui Ștefan cel Mare. Inițial, așezarea s-a situat pe dealul Ciuta însă lipsa apei a determinat mutarea satului spre vest, pe locul actual.
După ultimele statistici, comuna, reînființată de curând, are o populație de aproximativ 2000 de locuitori. Este alcătuită din două sate, Rădești, Cruceanu și un cătun, Oanca. De doi ani, locuitorii beneficiază de un proiect SAPARD, care constă în alimentarea cu apă curentă. Religia locuitorilor este preponderent ortodoxă.
Conform recensământului din 2011, comuna Rădești are o populație de 1490 de locuitori.

## Demografie
Componența etnică a comunei Rădești
     Români (95%)
     Alte etnii (0%)
     Necunoscută (5%)
Componența confesională a comunei Rădești
     Ortodocși (94,86%)
     Alte religii (5,14%)
Conform recensământului efectuat în 2021, populația comunei Rădești se ridică la 1.400 de locuitori, în scădere față de recensământul anterior din 2011, când fuseseră înregistrați 1.490 de locuitori. Majoritatea locuitorilor sunt români (95%), iar pentru 5% nu se cunoaște apartenența etnică. Din punct de vedere confesional, majoritatea locuitorilor sunt ortodocși (94,86%).

## Politică și administrație
Comuna Rădești este administrată de un primar și un consiliu local compus din 9 consilieri. Primarul, Ionel Popoiu[*], de la Partidul Social Democrat, este în funcție din octombrie 2020. Începând cu alegerile locale din 2024, consiliul local are următoarea componență pe partide politice:
|  | Partid                    | Consilieri | Componența Consiliului | Componența Consiliului | Componența Consiliului | Componența Consiliului | Componența Consiliului | Componența Consiliului | Componența Consiliului |
|  | ------------------------- | ---------- | ---------------------- | ---------------------- | ---------------------- | ---------------------- | ---------------------- | ---------------------- | ---------------------- |
|  | Partidul Social Democrat  | 7          |                        |                        |                        |                        |                        |                        |                        |
|  | Partidul Național Liberal | 2          |                        |                        |                        |                        |                        |                        |                        |